# Ana Grbac

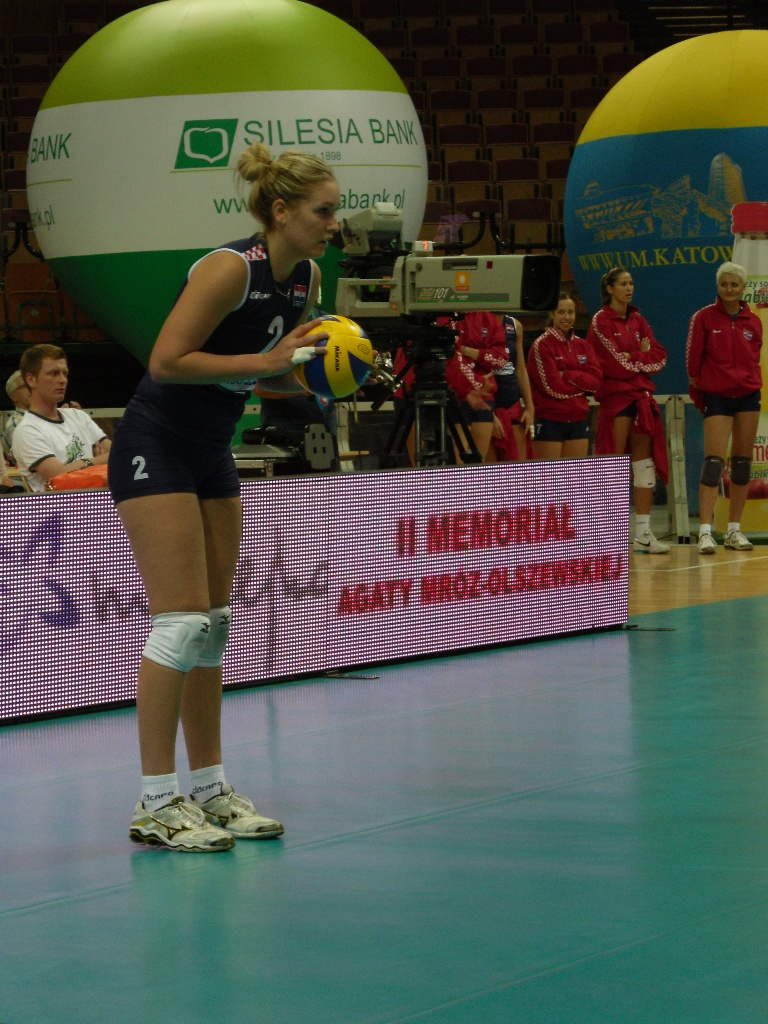
Ana Grbac przed wykonywaniem zagrywki w reprezentacji Chorwacji

Ana Grbac (ur. 23 marca 1988 w Rijece) – chorwacka siatkarka grająca na pozycji rozgrywającej, reprezentantka Chorwacji. 

## Sukcesy klubowe
Puchar Chorwacji:
- 2006, 2009

Mistrzostwo Chorwacji:
- 2009
- 2006

Puchar Włoch:
- 2007

Mistrzostwo Włoch:
- 2007
- 2008
- 2013

Superpuchar Włoch:
- 2007

Puchar CEV:
- 2007

Liga Mistrzyń:
- 2008

Puchar Szwajcarii:
- 2010, 2011, 2015

Mistrzostwo Szwajcarii:
- 2010, 2011, 2015

Klubowe Mistrzostwa Świata:
- 2015

Mistrzostwo Rumunii:
- 2016, 2017

Puchar Rumunii:
- 2017

Mistrzostwo Grecji:
- 2019

## Sukcesy reprezentacyjne
Igrzyska Śródziemnomorskie:
- 2009

## Nagrody indywidualne
- 2005: Najlepsza rozgrywająca Mistrzostw Europy Kadetek
- 2005: Najlepsza serwująca Mistrzostw Świata Kadetek